# Маріно Мореттіні
Маріно Мореттіні (італ. Marino Morettini, 2 січня 1931 — 10 грудня 1990) — італійський велогонщик.
Олімпійський чемпіон 1952 року в командній гонці переслідування на 4000 м, срібний призер 1952 року в гіті на 1000 м.